# کلیسای سن لورنتزو
باسیلیکای سن لورنتزو یکی از برجسته‌ترین بناهای تاریخی فلورانس است که به عنوان هستهٔ مرکزی مجموعه ای مذهبی و آرامگاهی در قرن پانزدهم میلادی شکل گرفت و از همان زمان مورد توجه ویژهٔ تاریخ نگاران و معماران قرار داشته است. کلیسا که در ابتدا در سال ۳۹۳ میلادی تقدیس شده بود، در قرن پانزدهم وارد دوره ای تازه از توسعه و بازسازی شد که طی آن ساختار فضایی و شکلی آن بازتعریف گردید. 
طرح ساخت کلیسای جدید سن لورنتزو در سال ۱۴۲۱ به ابتکار جیووانی دی آوراردو دی مدیجی آغاز شد و مسئولیت طراحی آن به فیلیپو برونلسکی، معمار پیشروی فلورانسی، واگذار گردید. بخشی از ساخت اولیه شامل سکریست قدیم و نمازخانه‌های مجاور بود که توسط خود جووانی تأمین مالی شد و حتی پس از توقف عمومی پروژه در سال ۱۴۲۵، ساخت آنها ادامه یافت. همچنین شواهدی وجود دارد که پیش از ورود رسمی برونلسکی، طراحی اولیه پروژه تحت نظارت کشیش باسابقه کلیسا، ماتئو دی بارتولومئو دولفینی، انجام گرفته است. به نظر می‌رسد بخش‌هایی از این طرح بعدتر توسط برونلسکی تغییر شکل و بازتفسیر شده باشد. با وخامت حال کوزیمو دی مدیچی در دهه ۱۴۶۰، او مسئولیت مالی و نظارتی بخش عمده ای از ساخت کلیسا، از صحن مرکزی تا محراب اصلی، را بر عهده گرفت و تعهد کرد که پروژه را طی شش سال به اتمام برساند. برای تحقق این هدف، دستور تسریع در تکمیل پنج دهانهٔ پایانی صحن کلیسا را صادر کرد تا اطمینان یابد آرامگاه خانوادگی او پیش از مرگش به اتمام می‌رسد. از نظر سبک معماری، سن لورنتزو نماد گذار از گوتیک به رنسانس محسوب می‌شود. برونلسکی که آموزش‌های اولیه اش را در سنت گوتیک فلورانسی دیده و مطالعات گسترده‌ای بر متون کهن ویترویوسی انجام داده بود، با سفر به رم و مشاهده مستقیم بقایای معماری باستانی، زبان خاصی از معماری خلق کرد. سیک او تلفیقی از فرم‌های گوتیک، کلاسیک و بومی فلورانس است و نقشی کلیدی در گذار به معماری رنسانس متعالی ایفا می‌کند. مبنای نظم فضایی در سن لورنتزو بر سیستم مدولار ویترویوسی (rata pars) استوار است؛ سامانه ای که در آن تناسبات میان اجزا و کلیت بنا بر اساس واحدهای عددی ثابت تعریف می‌شود. این نظام تناسب محور، روح منظم و عقل‌گرای قرن پانزدهم را در معماری تجسم بخشیده و سن لورنتزو را به الگویی برای آینده بدل ساخته است. در میان عناصر کلاسیک، نظم کرنتی که به عنوان ظریف‌ترین و پرآذین‌ترین نظم کلاسیک شناخته می‌شود، با تغییراتی خاص در تناسبات و فرم، توسط برونلسکی به کار گرفته شد. با اینکه معماری کلیسا فاقد تزئینات نمایشی سیک گوتیک بود، نظام هندسی تناسبی آن، نمونه ای عالی از ذهنیت مدرن دوران رنسانس را نمایان می‌سازد. صندوق خانه قدیم، که یکی از نخستین فضاهای تکمیل شده کلیساست، در تاریخ معماری رنسانس جایگاهی محوری دارد و به عنوان نقطهٔ عطفی در گذار از سبکهای قرون وسطایی به زبان جدید معماری شناخته می‌شود.

#### دوره زمانی
کلیسای سن لورنتزو در فلورانس، یکی از مهم‌ترین بناهای دورهٔ رنسانس ایتالیا، فرایند ساخت پیچیده‌ای را پشت سر گذاشت. در سال ۱۴۱۸ میلادی، کشیش دولفینی (Prior Dolfini) از شورای حکومتی فلورانس درخواست کرد تا زمینی مجاور کلیسای موجود برای پروژهٔ بازسازی و گسترش به کلیسا واگذار شود. هدف اولیه، ساخت بنایی کاملاً جدید و بزرگتر بود، نه صرفاً الحاق بخش‌های تازه. مدارک نشان می‌دهد فعالیت‌های ساخت و ساز از اوت ۱۴۲۱ با مراسم کلنگ زنی در پشت برج ناقوس قدیمی آغاز شد، اما اسناد مالی و فنی مؤید آن هستند که ساخت ناو اصلی کلیسا تا دهه ۱۴۴۰ به‌طور جدی شروع نشد. برای مثال، در ژوئیه ۱۴۴۶ شش ستون ناو سفارش داده شد و حفاری پیریزی آنها در اکتبر همان سال انجام گرفت. پرداخت‌های ثبت شده بین فوریه ۱۴۴۸ تا ژانویه ۱۴۵۰ نیز تأیید می‌کند که ساخت ستونها و اجزای مرتبط در این بازه زمانی ادامه داشته است.

#### زمینه فرهنگی
کلیسای سن لورنتزو، با وجود بحث‌های مداوم دربارهٔ میزان دخالت برونلسکی در ساخت آن، یکی از نقاط عطف مهم در تاریخ معماری غربی و آغازگر دوران رنسانس به محسوب می‌شود. اگرچه روند ساخت این کلیسا تاریخچه نسبتاً نامنظمی داشته، اما به عنوان اولین کلیسای ساخته شده در دوران رنسانس شناخته می‌شود و تأثیر عمیقی بر معماران پس از خود گذاشته است. فیلیپو برونلسکی به‌طور مستقیم در شکل‌گیری و نمود کلی کلیسا نقش داشته، اما ضروری است که تمام اثر را صرفاً به او نسبت ندهیم، چرا که این بنا محصول همکاری‌ها و تغییرات متعدد بوده است.
سن لورنتزو نه تنها یک اثر برجسته در دوران حرفه ای برونلسکی محسوب می‌شود، بلکه به عنوان یکی از تاثیرگذارترین سازه
های رنسانس اولیه نیز شناخته می‌شود. این کلیسا به خاطر نوآوری‌های هنری و معماری خود، از جمله تزئینات مجسمه‌سازی بی نظیر دوناتلو، چینش جدید و غیرمتعارف قبرها که سنگ قبرها را زیر میزی در مرکز نمازخانه قرار داده وهمچنین نقاشی دیواری نجومی بالای محراب، مورد توجه و تحسین فراوان قرار گرفته است. این ویژگی‌ها باعث شده‌اند که سن لورنتزو موضوع بسیاری از پژوهش‌ها دربارهٔ سبک معماری، حمایت کنندگان آن و نمادشناسی مربوط به آن باشد.
از لحاظ معماری، دو ردیف نمازخانه‌های عمیق در ناو مرکزی، که به سبک دلفینی طراحی شده‌اند، نوع رایج کلیساهای صلیب لاتین قرون وسطایی را تغییر داده و از بنایی صلیبی شکل، ساختاری مستطیلی با فضای منفی صلیبی شکل خلق کرده‌اند. این نمازخانه‌ها همچنین پاسخی هوشمندانه به نیاز رو به رشد فرهنگ شهری اواخر قرون وسطی برای ایجاد نمازخانه‌های خانوادگی بوده‌اند، نیازهایی که از سوی طبقه رو به رشد بازرگانان اشرافی پدید آمده بود.

#### هدف از بنا
کلیسای سن لورنتزو در فلورانس، از همان آغاز، نه تنها به عنوان محل عبادت مسیحیان، بلکه به مثابه کلیسای خانوادگی خاندان مدیجی طراحی شد؛ مکانی که همزمان نقش مذهبی و یادمانی را ایفا می‌کرد. این کلیسا به ویژه در بخش‌هایی چون ساکریستی قدیمی، عملکردی دوگانه داشت: هم محلی برای برگزاری مراسم دین و یادبود مردگان و هم فضایی مقدس برای تدفین افراد برجسته خاندان. دفن در فضای ساکریستی می‌توانست مزایای معنوی قابل توجهی برای بانیان به همراه داشته باشد؛ هم به‌سبب قداست فضا که خزانه ای مقدس محسوب می‌شد و هم به‌دلیل امکان برگزاری مداوم مراسم یادبود و حضور بازدیدکنندگان برای افزایش دعاها برای روح متوفی.
جیووانی دی بیچی، از چهره‌های شاخص خاندان مدیچی، نیز مانند بسیاری از هم عصران خود، دغدغه آرامش ابدی روحش را داشت. نگرانی او از عذاب‌های برزخی موجب شد تا دفن در ساکریستی را به عنوان بخشی از برنامه گسترده‌تری برای تضمین سعادت روحانی خود برگزیند. تدابیر متعدد و پرهزینه ای که او برای این منظور اتخاذ کرد، گواهی است بر اهمیتی که برای جایگاه اخروی خود قائل بود.
در طراحی کلیسای سن لورنتزو، جنبه‌های زیبایی شناختی هرگز هدف غایی نبوده‌اند. هدف اصلی، ساخت بنایی منظم، خوش تناسب و برخوردار از هماهنگی معمارانه بر پایه اصول عددی ساده و قابل فهم بود. چنین نگرشی، نه تنها به معماری کلیسا نظم و وقار خاصی بخشید، بلکه نمایانگر حمایت و قدرت خاندان مدیچی در عرصه مذهبی و اجتماعی نیز بود. کلیسای سن لورنتزو را باید نمادی از تلفیق قدرت زمینی و دغدغه‌های معنوی دانست؛ جایی که شکوه خانواده مدیچی در قالبی قدسی به نمایش درآمد.

## بررسی اجمالی تاریخی

#### ساخت و خاستگاه
در اواسط دههٔ ۱۴۴۰ میلادی، با گسترش پروژه، معمارانی دیگر نیز وارد صحنه شدند. در سال ۱۴۴۲، میکلوتزو، معمار درباری خاندان مدیچی، سرپرستی فنی پروژه را بر عهده گرفت. همزمان، سنگ تراشان و استادکارانی چون دومنیکو دی پیرو نیز به عنوان اعضای کارگاه برونلسکی در محل پروژه فعالیت می‌کردند. میکلوتزو در همکاری با دوناتلو، تزئینات صندوق خانه قدیم را توسعه داد. آنها با طراحی و اجرای فریزهای سفالی چندرنگ و قاب درب‌های سنگی به سیک ایونیک، به فضا کیفیتی کلاسیک بخشیدند. این مشارکت، اگرچه موجب خشم برونلسکی شد، اما نقش مهمی در شکل دهی هویت زیبایی‌شناسی سن لورنتزو ایفا کرد. در سال‌های بعد، آنتونیو مانتی چیاکری، جانشین میکلوتزو، هدایت ساخت گنبد مرکزی و صومعهٔ کلیسا را در فاصلهٔ ۱۴۵۶ تا ۱۴۶۱ بر عهده گرفت. در مراحل پایانی ساخت، پانیو دی لاپو پورتیجیانی، استاد سنگتراش، برای تسریع کار در جناح شرقی صحن، فرم سرستونها را ساده‌سازی کرد. اگرچه این رویکرد به سرعت اجرا کمک کرد، اما از نظر کیفیت، این بخش از کلیسا در مقایسه با جناح غربی ضعیف تر باقی ماند. پانیو با بهره‌گیری از کارگاه‌هایی با نیروهای نیمه ماهر و تأکید بر پرداخت‌های خشن و سریع، نشان داد که چگونه در پروژه‌هایی با محدودیت زمانی و بودجه ای، باید میان کیفیت، زمان و هزینه توازن ایجاد کرد. این نگاه واقع گرایانه، با درک کوزیمو از معادلهٔ زمان، هزینه، کیفیت همسو بود و بر کلیت روند ساخت سن لورنتزو اثرگذار شد.

#### رویدادهای اصلی
۱۴۱۸–۱۴۲۲: دولفینی و معمار مشهور فیلییو برونلسکی (Filippo Brunelleschi) از ابتدا قصد داشتند کلیسای قدیمی را با بنایی جدید جایگزین کنند. دولفینی در مدت کوتاه تصدی خود (تا آوریل ۱۴۲۲) فرایند تخریب ساختمانهای موجود و تهیه مصالح را آغاز کرد.
۱۴۴۰: مراسم تدفین لورنتزو د مدیجی (برادر کوزیمو د مدیجی) در کلیسای قدیمی، با حضور گسترده مقامات شهری و کلیسایی، نیاز به ساخت کلیسای جدید را آشکار کرد. این مراسم با حضور پاپ اوژنیو چهارم، کاردینالها، و نمایندگان اصناف فلورانس برگزار شد.
دهه ۱۴۴۰: برونلسکی با الهام از معماری کلاسیک رومی و عناصر محلی فلورانس، طراحی ناو کلیسا را با تغییراتی در نظم کرنتی (مانند حذف پایه ستونها) تکمیل کرد. تفاوت کیفیت بین ستونهای غربی و شرقی نشان دهنده ساخت دو مرحله ای ناو است.
۱۴۸۱: برج ناقوس قدیمی تخریب شد و ساخت نمازخانه مدیچی (Medici Chapel) که از ۱۴۶۵ برنامه‌ریزی شده بود، آغاز گردید.

#### تغییرات در طول زمان
با توجه به لحظه تاریخی خاصی که طرح جدید باسیلیکای سن لورنتزو شکل گرفت و ریشه‌های برونلسکی در معماری قرون وسطی، قواعد و تناسبات نظام کلاسیک که در رساله ویتروویوس «آرکیتکتورا» و بناهای کلاسیک دیده می‌شود، تنها تا حدی رعایت شده‌اند، که این موضوع استفاده از این سیستم تناسبی ترکیبی میان قرون وسطی ورنسانس را بیشتر تأیید می‌کند. تغییرات در سلیقه معماری در طول تاریخ طولانی باسیلیکا در جنبه‌های مختلف قابل مشاهده است و باور اینکه برخی اصلاحات انجام شده تا سبک باسیلیکا را به سلیقه زمان نزدیک تر کنند، چندان بی‌معنی نیست.
تحلیل جداگانه اجزاء و نظم‌های معماری، تقریباً جدا از سیستم کلی تناسبات، غیرمنطقی به نظر می‌رسد. اما به دلیل تغییرات و دشواری‌های متعدد در ساخت کلیسای سن لورنتزو و اصلاحاتی که بعد از آن و بدون نظارت برونلسکی انجام شده است، منطقی است که آنها را به عنوان عناصری با سیستم تناسبی خاص خود نیز بررسی و تفسیر کنیم. تغییرات مشاهده شده در ستون‌هایی که بین سالهای ۱۳۶۵ تا ۱۳۸۰ ساخته شدند، بعنی در بخشی از کلیسا که ابتدا زیر نظر پیرو دلی مدیجی واز سال ۱۳۶۹ به بعد تحت سرپرستی لورنتزو دلی مدیچی بود، نشان دهنده تغییر در سلیقه معماری است که خواهان سرستون‌هایی با شکل و تناسبات کلاسیک تر، برگرفته از خرابه‌های دوره امبراتوری رومی متأخر ومطابق با اصول مطرح هده در رساله آلبرتی «د ر آدیفیکاتوریا» بود.

#### تأثیر تاریخی
کلیسای سن لورنتزو، به ویژه در بخش ساکریستی قدیمی آن، نقطه عطفی بزرگ در تاریخ معماری غرب محسوب می‌شود. این بنا، نه‌فقط یکی از نخستین نمونه‌های برجسته معماری رنسانس فلورانسی، بلکه آغازگر دوره ای نوین در طراحی معماری اروپا بود که به دست فیلیپو برونلسکی، معمار نامدار رنسانس، پایه‌گذاری شد. بسیاری از پژوهشگران، این اثر را نقطه شروع رنسانس در فلورانس می‌دانند؛ اثری که نه تنها با فرم و تناسبات خود، بلکه با مفهوم نوینی که از نظم، ریاضیات و عقلانیت ارائه داد، نگاه‌ها و مطالعات را به شکلی خاص ومتمایز به خود جلب کرده است.
ساختار کلی این کلیسا، به ویژه در ساکریستی قدیمی، با بهره‌گیری از نظام تناسباتی دقیق طراحی شده است؛ نظامی که بر پایه پیشرفت عددی بواتیوس و فرم مستطیل «ریشه دو» بنا نهاده شده و بعدها الهام بخش بسیاری از معماران دوره‌های بعد گردید. این نگاه تازه به نسبت‌ها و فرم‌های هندسی، تحولی در درک فضایی معماری ایجاد کرد و مبنایی شد برای گسترش نگرش علمی به معماری که در قرون بعد نیز تداوم یافت. اصول نظم و شفافیتی که برونلسکی در این بنا به کار گرفت، نقش بنیادینی در شکل‌گیری زبان معمارانه رنسانس ایفا کرد و زمینه احیای هماهنگی سبک کلاسیک در قالبی نوین را فراهم ساخت.
اگرچه تزئینات و آرایه‌های داخلی کلیسا ممکن است متأثر از تحولات بعدی و دیدگاه‌های متفاوت تزئینی باشند، اما این عناصر نیز همچنان در چارچوب منسجم و بزرگتری که معماری کلیسا پدیدآورده، معنا می‌یابند. طراحی سن لورنتزو، پیوندی سنجیده میان میراث معماری قرون وسطی و اصول معماری کلاسیک بود که اگرچه تنها به صورت جزئی به آموزه‌های ویتروویوس وفادار ماند، اما با ارائه تعریفی نو از زیبایی و ساختار، تأثیر ژرفی بر معماری کلیساهای پس ازخود بر جای گذاشت.
سن لورنتزو، نه تنها در زمان خود، بلکه در سراسر قرون بعد به الگویی الهام بخش بدل شد. این کلیسا، از نخستین بناهایی بود که مفاهیم ریاضی منظم را در طراحی فضایی به کار گرفت و با تلفیق دانش، هنر و اعتقادات دینی، مسیر تازه ای را برای معماری اروپایی گشود. امروزه، کلیسای سن لورنتزو نه فقط به خاطر ارزش‌های زیباشناختی و تاریخی اش، بلکه به‌دلیل نقشش در پیشبرد اندیشه معمارانه و تأثیرگذاری پایدارش بر روند معماری غرب، همواره در کانون پژوهش‌ها ومطالعات تاریخی قرار دارد.

## معماری

#### محیط اطراف و زمینه
فلورانس در دره‌ای قرار دارد که توسط تپه‌های ملایم احاطه شده و رودخانه آرنو از میان آن می‌گذرد؛ منطقه‌ای با خاک‌های آبرفتی و چشم‌انداز طبیعی توسکانی که اقلیمی معتدل را برای شهر فراهم می‌آورد. کلیسای سن لورنتزو نیز در همین منطقه، در حوزهٔ رود آرنو جای گرفته و از شرایط جغرافیایی و اقلیمی آن بهره‌مند است. موقعیت این کلیسا به گونه‌ای است که از بادهای سرد شمالی به‌واسطهٔ تپه‌های شهری محافظت می‌شود و از سمت جنوب نیز در معرض نور خورشید قرار دارد. نزدیکی کلیسا به رودخانه، آن را در مسیر عبور و مرور قرار داده و دسترسی‌اش را برای مراسم مذهبی و فعالیت‌های تجاری آسان‌تر کرده است. کلیسا همچنان رو به میدانی تاریخی دارد که این میدان، در گذر زمان همواره کارکردی شهری و عمومی داشته است. 

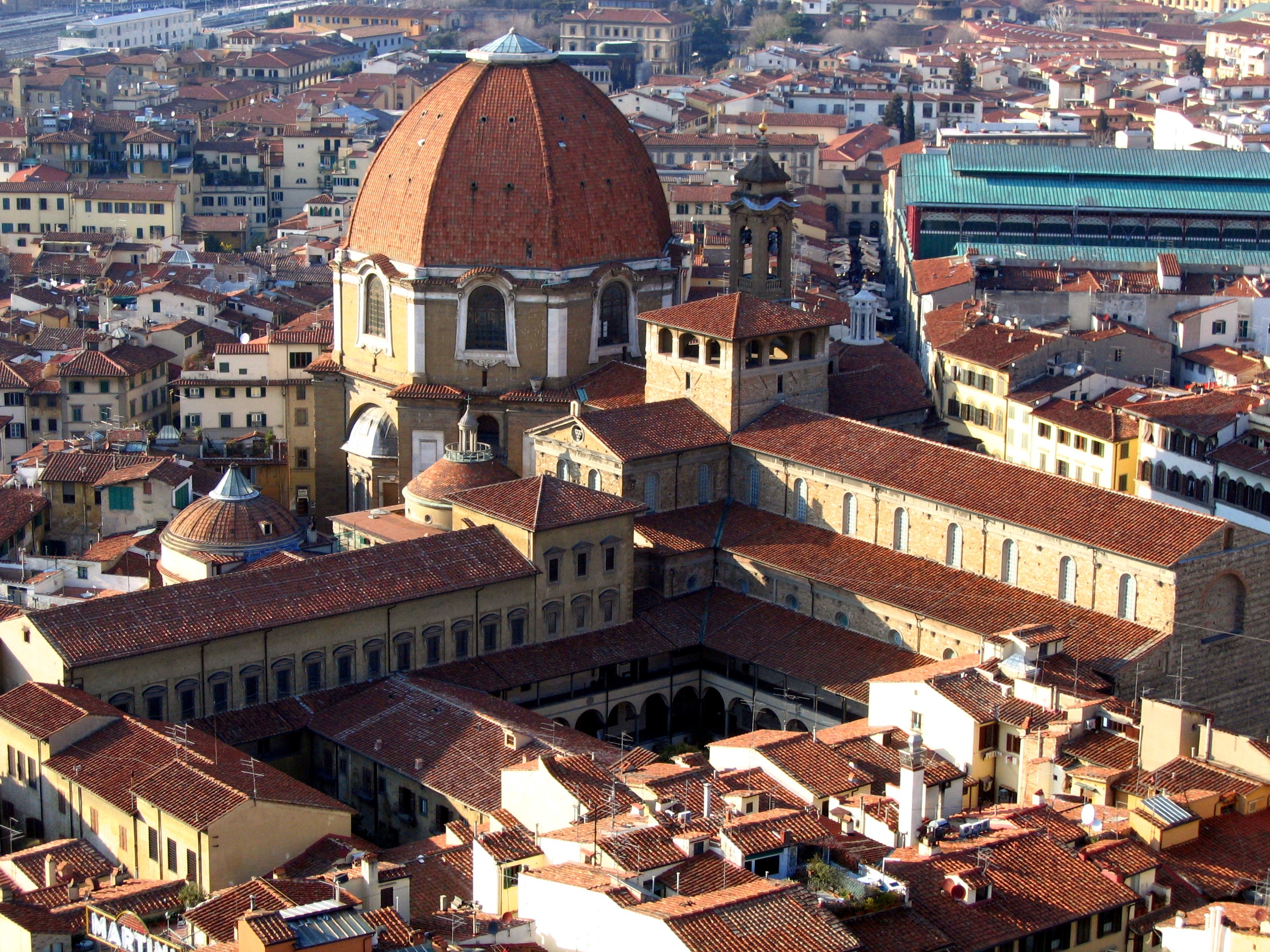
کتابخانه مدیچیانا در فلورانس

سن لورنتزو در قلب شهر فلورانس بنا شده است؛ منطقه‌ای که حتی در قرن پانزدهم، بافتی متراکم و پرجمعیت داشته و با خانه‌ها و بازارها احاطه شده بود. این کلیسا کمی شمال‌تر از مرکز شهر واقع شده و از همان ابتدا در بستری کاملاً شهری جای گرفت. موقعیت آن در محلهٔ مدیچی و نزدیکی‌اش به کاخ مدیچی، باعث شد سن لورنتزو به نقطه‌ای کانونی و نمادین در ساختار اجتماعی و فضایی فلورانس تبدیل شود. ساکریستی قدیمی کلیسا که در حدود سال ۱۴۲۲ ساخته شده، به‌عنوان یکی از آثار کلیدی معماری فلورانس شناخته می‌شود که بازبینی آن نیازمند نگاهی نو به زمینهٔ تاریخی و محیطی آن است. از سوی دیگر، محل کلیسا پیش از بازسازی رنسانس نیز به‌مدت چندین قرن به‌عنوان یک مجموعهٔ مذهبی فعال حضور داشته و هرگز خنثی یا بدون هویت تاریخی نبوده است. در مواجهه با بافت متراکم شهری، طراحی شبستان کلیسا نیز ناگزیر با جهت‌گیری و ابعادی تنظیم شد که با شرایط محیطی سازگار باشد. این تعامل میان فرم معماری و زمینهٔ شهری و طبیعی اطراف، نشان‌دهندهٔ درک معمار از پیوند میان فضا، عملکرد و بافت است.

#### سبک معماری
بیشتر تاریخ‌نگاران معماری بر این باورند که کلیسای سن لورنتزو نخستین تجلی کامل از معماری رنسانس است؛ بنایی که فیلیپو برونلسکی با تکیه بر اصول نظم، تقارن و ریاضیات طراحی کرد. این بنا واکنشی سنجیده به پیچیدگی‌های تزئینی معماری گوتیک بود و به جای آن، بر سادگی، وضوح فضایی و هماهنگی عددی تأکید دارد. برونلسکی نه به تقلید صرف از معماری کلاسیک، بلکه به بازآفرینی خلاقانهٔ اصول آن پرداخت؛ او با بهره‌گیری از نظم عددی و فرم‌های هندسی، زبانی نو برای معماری ابداع کرد که شالودهٔ سبک رنسانسی را تشکیل می‌دهد. استفاده مکرر از مدول‌های تکرارشونده در طراحی شبستان و رواق‌ها، نشانه‌ای از رویکرد نظام‌مند و حساب‌شدهٔ اوست که هویت این سبک را در بنای سن لورنتزو شکل داده است. افزون بر این، پیش‌زمینهٔ دوگانهٔ برونلسکی که هم‌زمان در سنت‌های بومی فلورانسی، گوتیک و کلاسیک ریشه داشت موجب شد تا زبان معماری او به ترکیبی منحصربه‌فرد و نو بدل شود. در نتیجه، سبک معماری‌ای که در سن لورنتزو شکل گرفت، نه‌تنها سرآغاز واقعی رنسانس، بلکه نقطهٔ عطفی در تاریخ معماری غرب محسوب می‌شود.

#### پلان و چیدمان، نماها و جزئیات خارجی و فضاهای داخلی

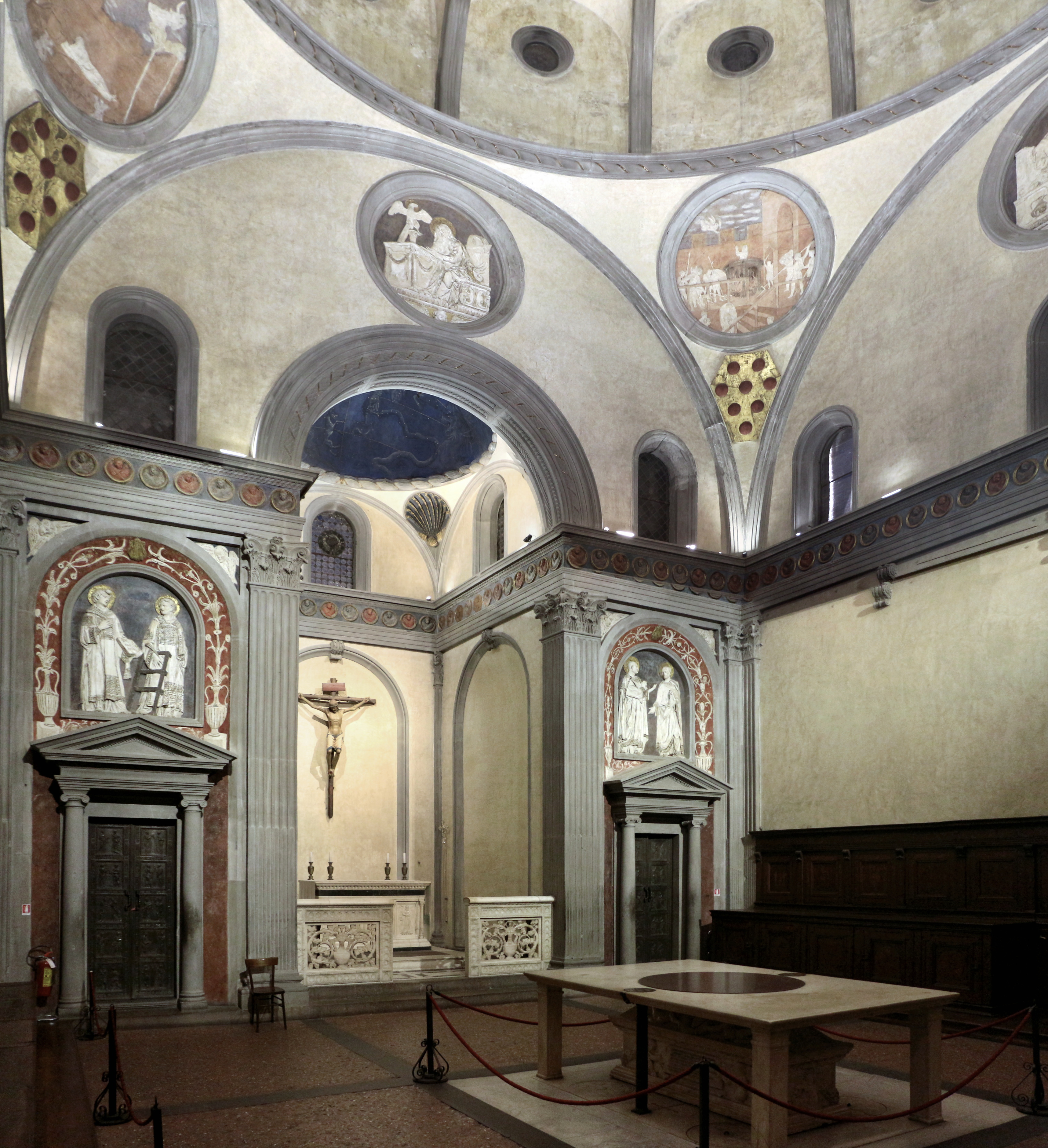
نمای داخلی ساکرِستی قدیمی کلیسا

کاپلا قدیمی (Old Sacristy) در کلیسای سن لورنتزو فلورانس بنایی است که دیدن آن از نو دشوار است. جایگاه آن به‌عنوان اثری محوری که رنسانس فلورانسی را آغاز کرد، بر نحوه مطالعه و تفسیر آن تأثیر گذاشته است. این بنا به‌عنوان نقطه عطفی در تاریخ سبک‌های معماری، اثری بزرگ در کارنامه فیلیپو برونلسکی و یکی از تأثیرگذارترین سازه‌های اوایل رنسانس شناخته می‌شود. این کاپلا به‌خاطر تزئینات نوآورانه مجسمه‌سازی دوناتلو، چیدمان جدید آرامگاه‌ها با سنگ قبر زیر یک میز در مرکز اتاق و نقاشی دیواری نجومی نادر بالای محراب، مورد توجه و تحسین بوده است. به دلیل این شهرت، کاپلا قدیمی موضوع بسیاری از پژوهش‌ها دربارهٔ سبک معماری، سفارش‌دهندگان و نمادشناسی آن بوده است.
شبکه اصلی تناسبی که ساختار کلی کلیسا (باسیلیکا) را شکل می‌دهد و هدایت می‌کند، بر پایه پیشروی عددی بوئتیوسی (Boethian number progression) و مستطیل ریشه دو (Root-two rectangle) بنا شده است. این شبکه طراحی کلی نقشه باسیلیکا را توضیح می‌دهد، در حالی که تزئینات و نظم‌های معماری به‌کاررفته در داخل بنا ممکن است روند توسعه متفاوتی داشته باشند، اما همچنان در چارچوب شبکهٔ بزرگ ساختاری جای می‌گیرند.

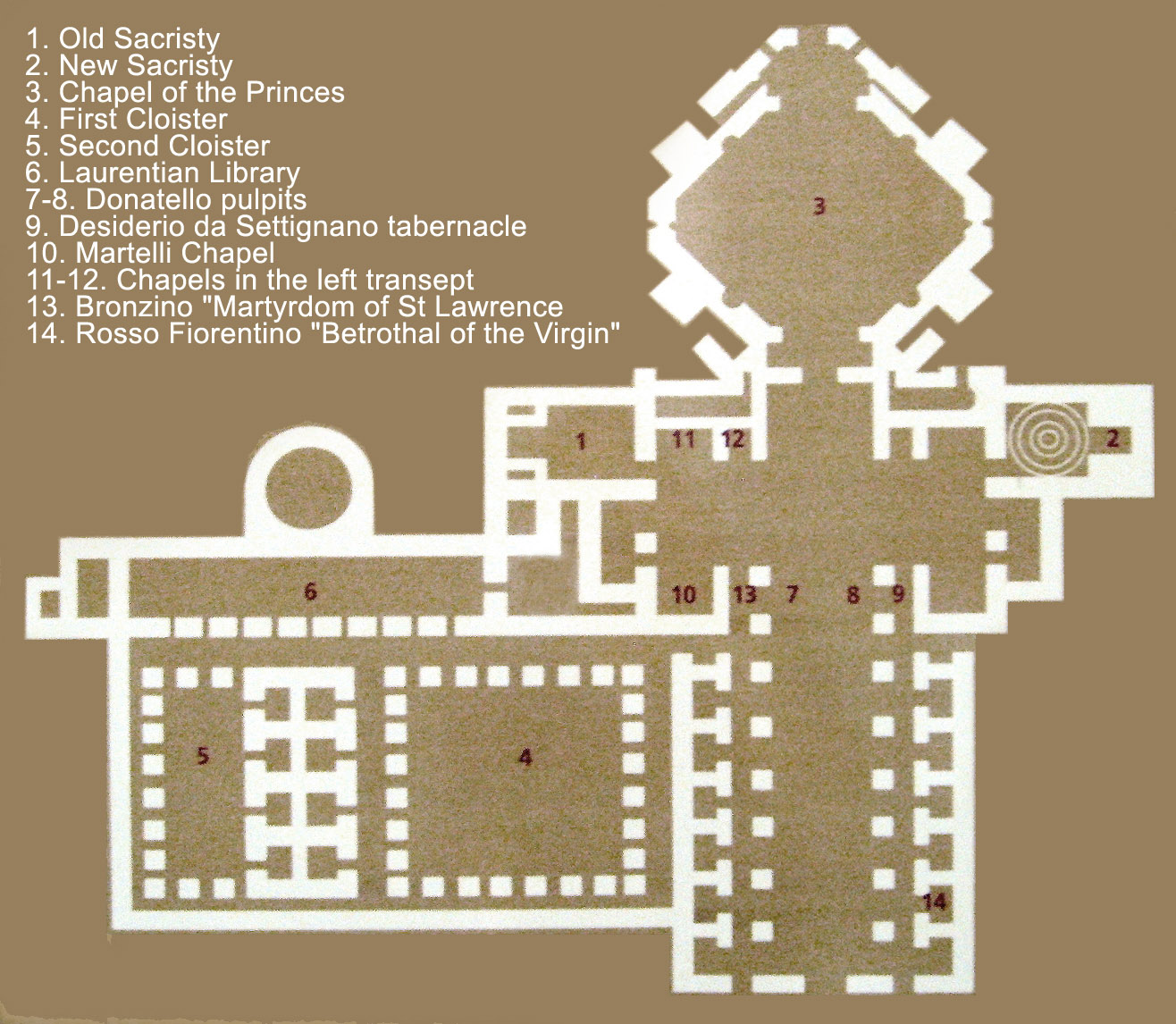
پلان کلیسای سن لورنتزو، فلورانس

با توجه به موقعیت تاریخی خاص شکل‌گیری پلان جدید کلیسای سن لورنتزو و ریشه‌های برونلسکی در معماری قرون وسطی، قوانین و تناسبات نظم کلاسیک که در رساله «دربارهٔ معماری» (De architectura) اثر ویتروویوس و بناهای کلاسیک دیده می‌شوند، تنها به‌طور جزئی رعایت شده‌اند. این موضوع استفاده از نظام تناسبی ترکیبی میان قرون وسطی و رنسانس را تأیید می‌کند.
ضروری است سیستم اندازه‌گیری مرجع معماران در بستر تاریخی و فرهنگی خود قرار داده شود، زیرا بدون این زمینه، درک برخی تصمیمات و انتخاب‌های طراحی دشوار است. اندازه‌گیری‌های پایه‌های محل تلاقی در سن لورنتزو، با در نظر گرفتن ماژول به‌عنوان عرض کل پایه‌ها، اهمیت ویژه‌ای دارد. این موضوع به ویژه برای سن لورنتزو مهم است، زیرا اغلب نخستین نمونه معماری رنسانس به‌شمار می‌رود و با وجود بحث دربارهٔ مالکیت کامل طراحی کلیسا، می‌توان فرض کرد رساله ویتروویوس مرجع اصلی بوده است؛ اگر نه برای طرح کلی، حداقل برای تناسب‌بندی تزئینات داخلی و نظم‌های معماری.
انتخاب سبک کرنتی عمدی بوده است؛ این نظم به دلیل ظرافت و تجمل فراوانش انتخاب شده که نشان‌دهنده وجود بودجه مناسب و تمایل به بزرگداشت شکوه و اعتبار کلیسا است. علاوه بر این، نظم کرنتی معمولاً در برجسته‌ترین ساختمان‌های رومانسک فلورانس، مانند تعمیدگاه سنت جان، دیده می‌شود که برونلسکی در جنبه‌های مختلف از آن الهام گرفته است.
معماری برونلسکی آکنده از میراث گوتیک و بومی فلورانسی است. نعل‌درگاه (entablature)، با وجود تقسیم کلاسیک به تیرپوش (architrave)، فرز (frieze) و قرنیز (cornice)، از نظر تناسبات و شکل‌شناسی با نمونه‌های کلاسیک تفاوت دارد: طبق قواعد ویتروویوسی، فرز و تیرپوش باید ارتفاعی برابر داشته باشند و قرنیز بلندتر باشد؛ اما در نظم کرنتی برونلسکی، فرز برجسته‌ترین بخش است، تیرپوش تقریباً هم‌ارتفاع آن و قرنیز بسیار کوتاه‌تر (نزدیک به نصف ارتفاع دو بخش دیگر) طراحی شده است. دلیل احتمالی دیگری برای کاهش ابعاد پیش‌آمدگی بالایی (قرنیز) ممکن است این باشد که این یک نظم «داخلی» است، در حالی که قرنیز در اصل برای عملکردی بیرونی طراحی شده بود تا نقش ناودان را ایفا کند؛ عملکردی که در فضای داخلی ضرورتی ندارد. سرستون‌ها نیز با وجود حفظ تمام عناصر اصلی، تحت تأثیر شدید سرستون‌های اواخر قرون وسطی فلورانس قرار دارند.
انحرافات عمده از نظم کلاسیک کرنتی در نعل‌درگاه مشاهده می‌شود. برونلسکی مطابق دستور ویتروویوس ارتفاع تیرپوش در ستون‌هایی به ارتفاع دوازده تا پانزده پا رومی را برابر نصف ضخامت ستون در پایین (نصف ماژول) قرار داده است. در حالی که ویتروویوس تیرپوش را به سه نوار با ارتفاع افزایشی تقسیم می‌کند، برونلسکی سه نوار برابر دارد. فرز معمولاً بلندتر از تیرپوش است، اگرچه در کلیسای قدیم (Old Sacristy) تنها کمی بیشتر (حدود یک‌ششم) است. برونلسکی از سنگ‌چینی با بلوک‌های بزرگ و منظم نه‌تنها در بازوی عرضی کلیسای سن لورنتزو استفاده کرد، بلکه این روش را در ساخت فانوس کلیسای جامع در مقیاسی بزرگ‌تر و با دقتی بیشتر به کار برد. در پایه‌های محل تلاقی در کلیسای سن لورنتزو و همچنین پایه‌هایی که کاپلاهای جانبی را تقسیم می‌کنند، درست مانند تعمیدگاه، درز اتصال از پایین نیم‌ستون آغاز می‌شود، دقیقاً در خمیدگی بین «کابل» و «شیار» اصلی نیم‌ستون.
تزئینی مشابه با سرهای فرشتگان (چروب‌ها) در فرز تعمیدگاه نیز دیده می‌شود. احتمال دارد نقشه‌های اصلی شامل تزئینات فرز بوده‌اند، اما با برجستگی کمتر از چروب‌های رنگی، یا تنها شامل قاب‌های دایره‌ای سفید با حفره‌های نیمکره‌ای مانند راندل‌های پن‌دنتیوها و دیوارها بوده‌اند که بعدها محل نقش برجسته‌های دوناتلو و راندل‌های سردر اسپداله دلی اینوچنتی شدند.
قرنیز بیشترین تغییر را نسبت به سنت کلاسیک داشته است؛ خط دندانه‌ها و مدیلون‌ها به‌طور کامل حذف شده‌اند و کرونا به‌طور چشمگیری کاهش یافته است، به‌طوری که ارتفاع کل نعل‌درگاه تنها یک‌ششم ارتفاع نیم‌ستون است، در حالی که نسبت کلاسیک یک به پنج است. این نسخه فشرده نعل‌درگاه ریشه در ساختار چوبی نظم معماری و پیشینه معماری رومانسک فلورانسی دارد. تعمیدگاه و دیگر نمونه‌های فلورانس تیرپوش را مهم‌تر از نمونه‌های کلاسیک می‌دانند، به گونه‌ای که تیرپوش دومین بخش برجسته نعل‌درگاه است و فرز کمی بلندتر قرار دارد، در حالی که در نظم کرنتی ویتروویوسی قرنیز برجسته‌ترین است. در نمونه‌های قرون وسطایی ناودان قابل تشخیص نیست (مانند تعمیدگاه و کلیسای سن مینیاتو آل مونته)، اما در قرنیز برونلسکی با لیستل و نوار مشخص است که نشان می‌دهد الهام او از منابع کلاسیک بوده است. حذف دندانه‌ها و کوچک شدن قرنیز را می‌توان به دلیل قرارگیری این نظم در فضای داخلی و عدم نیاز آن به تحمل بار سقف دانست.
سرستون‌ها با حفظ عناصر اصلی، تحت تأثیر شدید سرستون‌های اواخر قرون وسطی فلورانس هستند. سرستون‌ها همان ارتفاع تعیین شده توسط برونلسکی در کلیسای مدیچی را حفظ کرده‌اند، اما اجزای آنها بیشتر به سرستون‌های کلاسیک کرنتی شباهت دارند تا نمونه‌های برونلسکی.
اگرچه طرح اسپداله دلی اینوچنتی ریشه در معماری باستانی داشت، برونلسکی آن را در پروژه سن لورنتزو کنار گذاشت که نشان‌دهنده عدم رضایت کامل او از روش استفاده از صفحات عمودی برای ساخت پایه‌های نیم‌ستون است.
در جلسه‌ای در سال ۱۴۳۴ دربارهٔ ساخت کاپلاها در بازوی عرضی کلیسا تأکید شده است که فرز باید مانند سایر کاپلاها «ساخته شده یا در حال ساخت» باشد و به جز روی محراب، تزئین تصویری به کار نرود. این اشاره به کاپلا مدیچی دارد و نشان می‌دهد مرجع فرز سفید رنگ، کاپلا قدیمی نیست، زیرا احتمالاً در آنجا قبلاً تزئیناتی روی فرز وجود داشته است.

## سازه

#### مصالح ساختمانی
سیستم سازه‌ای سن لورنتزو بر پایه استفاده از مصالح بومی مانند سنگ پیترا سرنا و آجر استوار است. دیوارهای بنا عمدتاً با استفاده از آجر ساخته شده‌اند، در حالی که عناصر معماری نمایان‌تر از جمله ستون‌ها و قوس‌ها، با دقت از سنگ پیترا سرنا شکل گرفته‌اند. این انتخاب آگاهانه از سوی برونلسکی، به ایجاد وضوح بصری در فضا کمک کرده است.
در رنسانس اوایل فلورانس، از پیلسترهای شیاردار به صورت کابل‌دار استفاده می‌شد و این فرم‌ها نشان از تلاش برای تنوع‌بخشی در بیان معماری کلاسیک داشتند. بررسی نحوهٔ قرارگیری مقبره‌ها نیز نشان می‌دهد که کیفیت سنگ مورد استفاده با دقت زیادی انتخاب شده و نقش ساختاری و زیبایی‌شناختی هم‌زمان داشته است. افزون بر این، در ساخت فضای کریپت از سنگ پیترا فُرته بهره گرفته شده و آجر به‌عنوان مصالح اصلی در جرزهای بنا به‌کار رفته است.
در کلیسا، ستون‌ها نه‌تنها از نظر عملکردی نقش داشتند، بلکه فرم آن‌ها نیز با استفاده از دست‌کم سه روش مختلف در سنت باستانی متنوع‌سازی شده بود. این گوناگونی در شکل ستون‌ها، ترکیب مواد، و کاربرد ساختاری و تزئینی‌شان، بازتابی از درک عمیق معمار نسبت به اصول کلاسیک و هم‌زمان، تطبیق با منابع محلی و مصالح در دسترس است.
بنابراین، ترکیب مصالح بومی با ظرافت‌های کلاسیک، کلیسای سن لورنتزو را به بنایی بدل کرده که در آن منطق سازه‌ای، زیبایی‌شناسی و هویت محلی، به‌خوبی درهم تنیده‌اند.

#### سیستم سازه‌ای و تکنیک‌های ساخت
کلیسای سن لورنتزو در فلورانس یکی از مهم‌ترین نمونه‌های معماری رنسانس اولیه است که توسط فیلیپو برونلسکی طراحی شد و در آن، ترکیبی از سازه، معنا، تناسب و تکنیک‌های نوآورانه به چشم می‌خورد. سبک معماری برونلسکی در کلیسای سن لورنتسو آمیزه‌ای از زبان معماری کلاسیک و قرون وسطایی است؛ ترکیبی که تنها با در نظر گرفتن نظام مدولار حاکم بر نظم‌های کلاسیک می‌توان آن را به‌درستی درک کرد. در تحلیل نظم معماری کلیسا، دو شبکهٔ تناسبی باید مورد توجه قرار گیرند: نخست، شبکه‌ای مبتنی بر مدول انتزاعی و دوم، نظام اندازه‌گیری واقعی در زمان ساخت بنا که بر اساس واحد «براچو فلورانسی» تنظیم شده است.
در ساکرستی قدیمی کلیسای سن لورنتسو، برونلسکی به‌طور خاص از ستونک‌ها استفاده کرد، اما نوآوری او در حضور همیشگی یک انتابلاتور سه‌بخشی بود که بر پایهنسبت‌های تناسبی کلاسیک سازمان یافته بود. پایه‌ای که برونلسکی در طراحی خود به‌کار گرفته، از نوع آتیکی است و ارتفاع آن کمی بیش از نیم مدول می‌باشد. ارتفاع بدنه ستون هشت مدول و ارتفاع سرستون برابر با یک براچو و یک‌نهم (۶۴ سانتی‌متر) است که نشان‌دهنده پیروی دقیق از سنت تناسبات کلاسیک است.
ارتفاع کلی نظم معماری در این بخش، یازده مدول است؛ نه و نیم مدول برای ستونک و یک و نیم مدول برای انتابلاتور. ارتفاع انتابلاتور تنها برابر با یک‌ششم ارتفاع ستونک است، در حالی که در سنت کلاسیک معمولاً نسبت یک به پنج برای آن توصیه شده است. این نسخهفشرده‌شدهٔ انتابلاتور با در نظر گرفتن موقعیت داخلی آن قابل توجیه است، چرا که در اینجا نقش تحمل سقف را ندارد. همچنین، ارتفاع انتابلاتور برابر با یک و نیم مدول است که شامل یک سوم مدول برای کرنیس، پنج‌هشتم برای فریز، و بخشی هم‌ارتفاع برای آرکیتراو می‌باشد. فریز از نظر قانونی باید بلندتر از آرکیتراو باشد، هرچند دقیقاً از دستور ویتروویوس پیروی نمی‌کند؛ در ساکرستی قدیمی، فریز تنها حدود یک‌ششم از آرکیتراو بلندتر است.
کرنیس بیشترین تغییر را نسبت به سنت کلاسیک دارد؛ دندانه‌ها (dentils) و نگهدارنده‌های زیر کرنیس (modillions) به‌طور کامل حذف شده‌اند. انتابلاتور با سنت کلاسیک تفاوت‌هایی دارد، اما این تفاوت‌ها با ارجاع به توصیه‌های ویتروویوس دربارهٔ طراحی در فضاهای داخلی توجیه‌پذیرند. فریز سفید و پیوسته انتابلاتور در بازوهای صلیبی و راهروها، به‌منظور تأکید بر معنا و نقش مفهومی آن طراحی شده است، نه عملکرد سازه‌ای آن.
با وجود اتکای برونلسکی به قواعد ویتروویوس، او این قوانین را با سنت‌های ساخت‌وساز فلورانسی و اصلاحات بصری منطبق ساخت و تغییر داد. حتی نظم معماری و قوس‌های نیم‌دایره‌ای مورد استفاده برونلسکی، با وجود تعلق به زبان معماری کلاسیک، ریشه در معماری رومانسک فلورانسی دارند. این موضوع، ماهیت ترکیبی روش‌های ساخت او را تأیید می‌کند.
برونلسکی به این معروف بود که طرح‌های تزئینی ساختمان‌هایش را مستند نمی‌کرد و تنها به توضیح چگونگی ساخت دیوارهای اصلی و روابط بین اجزای سازه‌ای می‌پرداخت. در مصوبه‌ای مربوط به سال ۱۴۳۴ میلادی، تأکید شده بود که فریز در کلیسا همانند سایر نمازخانه‌ها ساخته شود و به‌جز در محراب، از تزئینات تصویری استفاده نشود.
ساکرستی قدیمی تنها بخشی از کلیسای سن لورنتسو است که با قطعیت به برونلسکی نسبت داده می‌شود، دست‌کم از منظر طراحی داخلی آن. برونلسکی طراحی ساکرستی قدیمی، بخشی از بازوی عرضی (transept)، و نمازخانهٔ قدیسان کوزما و دامیانو را با منطق سازه‌ای منسجم انجام داد؛ ویژگی‌ای که به‌روشنی نشان‌دهنده دخالت مستقیم او در طراحی این بخش‌هاست.
شبکهٔ تناسبات اصلی که ساختار کلیسای سن لورنتسو را در تمامیت آن سامان می‌دهد، بر پایهٔ توالی عددی بوئتیوسی و مستطیل ریشه‌دو بنا شده است. ستونک‌هایی که برونلسکی در جرزهای تقاطع طراحی کرده، تنها نمونه‌هایی در کل کلیسا هستند که به اندازه دو شیار (flutes) از بدنه بیرون‌زدگی دارند، نه یک شیار. جرزهای چهارراهی در کلیسای سن لورنتسو گرچه از سنت کلاسیک فاصله گرفته‌اند، اما همچنان بر پایه نسبت‌های کسری ساده ساخته شده‌اند: یک‌سوم برای پایه، دوسوم برای سرستون، و یک برای انتابلاتور.
تمامی ستونک‌ها در ترانسبت و راهروهای جانبی بر روی سه پله قرار دارند، اما ستون‌های صحن اصلی مستقیماً روی زمین نهاده شده‌اند و همین امر باعث تغییر نسبت‌های آن‌ها شده است. افزایش محدود ارتفاع فریز را می‌توان این‌گونه توجیه کرد که احتمالاً فریز ساکرستی قدیمی در ابتدا دارای تزئینات فعلی نبوده، یا به تزئیناتی ساده و هندسی محدود می‌شده است.
یکی از ویژگی‌های مهم سازه‌ای ساکرستی، گنبد چتری و دنده‌دار آن است. گنبد چتری و دنده‌دار ساکرستی دارای دوازده دنده است که تا نوک گنبد کشیده می‌شوند؛ عنصری که احتمالاً الهام‌گرفته از غسل‌تعمیدخانهٔ پیزا است. گنبد چتری ساکرستی بر پایه‌ای مربع‌شکل استوار شده و دنده‌های گنبد نقش انتقال هندسی از مربع به دایره را ایفا می‌کنند و چشم را به سوی رأس گنبد هدایت می‌نمایند. گنبد چتری یکی از آخرین اجزای سازه‌ای بود که تکمیل شد و اضافه شدن دیرهنگام آن نیازمند هماهنگی دقیق با جرزها و دیوارهای موجود برای تضمین پایداری سازه بود.
این فضا بین سال‌های ۱۴۲۲ تا ۱۴۲۸ میلادی توسط برونلسکی طراحی و ساخته شد و سپس توسط آندره‌آ کاوالکانتی و دوناتلو با محراب و تزئینات تکمیل گردید. گنبد نیم‌کروی نمازخانه در تضاد با گنبد چتری پیچیده‌تر ساکرستی است؛ تفاوتی که هم در شفافیت سازه‌ای و هم در سلسله‌مراتب نمادین میان این دو فضا نمود دارد. کف نمازخانه بالاتر از سطح ساکرستی و با سنگ‌های قیمتی مانند پورفیری و سرپانتین پوشیده شده است؛ در حالی که کف ساکرستی کاربردی‌تر و ساده‌تر طراحی شده است.
سنگ‌قبر جیووانی دی‌بیتشی طوری طراحی شده که گویی وزن میز سنگی محراب را نگه می‌دارد؛ کنایه‌ای سازه‌ای که نقش نمادین وی در پشتیبانی از عملکرد کلیسا را برجسته می‌سازد. اگرچه این‌جای‌گذاری ماهیتی نمادین دارد، اما موقعیت بصری مقبره در زیر محراب، نقشی سازه‌ای را تقلید می‌کند – گویی عملکردهای آیینی بالادست را پشتیبانی می‌کند. طراحی سازه و تزئینات متأخر آن به‌گونه‌ای انجام شد که تصویری مثبت از جیووانی دی بیچی ارائه دهد؛ از جمله با منطق بصری‌ای که سنگ‌قبر وی را به‌سان تکیه‌گاهی برای میز محراب نشان می‌دهد. ساکرستی قدیمی تنها یک آرامگاه نبود، بلکه به عنوان محل نگهداری بقایای مقدسین (martyrium) نیز عمل می‌کرد که این نقش، منطق مقدس حاکم بر طراحی معماری آن را شکل داده است

#### رابطه فرم و سازه
برونلسکی معماری را نه صرفاً به‌عنوان مجموعه‌ای از عناصر فیزیکی، بلکه به‌مثابه نظامی فکری و انتزاعی طراحی می‌کرد که در آن فرم، معنا، و عملکرد سازه‌ای به‌شکلی منسجم در خدمت نظم عددی و هندسی قرار می‌گرفتند. این پیوند بنیادین، زبانی نوین در معماری پدیدآورد که به‌ویژه در کلیسای سن لورنتزو به‌روشنی تجلی یافته است. در طراحی شبستان این کلیسا، هماهنگی دقیق میان ارتفاع ستون‌ها، فواصل میان آن‌ها، قوس‌های بالایی و طاق‌ها، وحدت فضایی چشمگیری را به‌وجود می‌آورد که نه‌تنها از نظر زیبایی‌شناسی معنادار است، بلکه از نظر عملکرد سازه‌ای نیز مبتنی بر منطق عددی و تناسبات هندسی است. استفادهٔ هدفمند از مدول‌های مستطیل‌شکل در محور طولی بنا، هم ساختار فیزیکی کلیسا را سامان می‌دهد و هم تجربهٔ فضایی و دیداری را در مسیری منظم هدایت می‌کند. در این میان، تناسبات عددی به‌کاررفته در طراحی، تنها ابزار زیبایی نیستند، بلکه بخشی جدایی‌ناپذیر از منطق سازه‌ای به‌شمار می‌روند که همزمان پایداری، نظم و محتوای مفهومی اثر را تأمین می‌کنند.در واقع، تصمیمات معمارانه در خصوص جای‌گذاری عناصر، نه‌فقط متأثر از اهداف ارتباطی، بلکه تابع نیازهای ساختاری و عملکردی نیز هستند؛ امری که در کلیت طرح برونلسکی به‌وضوح مشهود است.

## نگارخانه

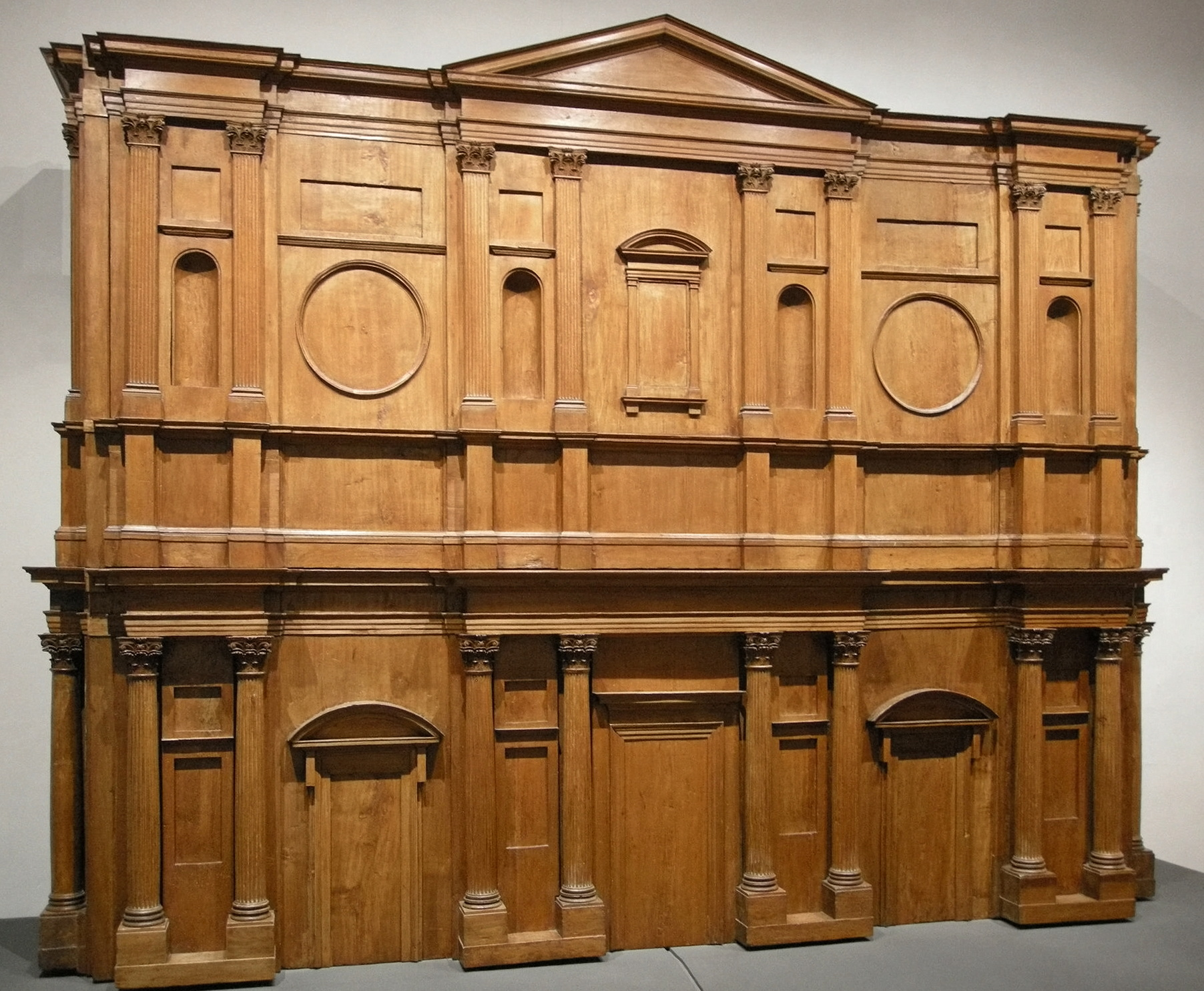
مدل پیشنهادی میکل‌آنژ برای نمای کلیسا، حدود ۱۵۱۸
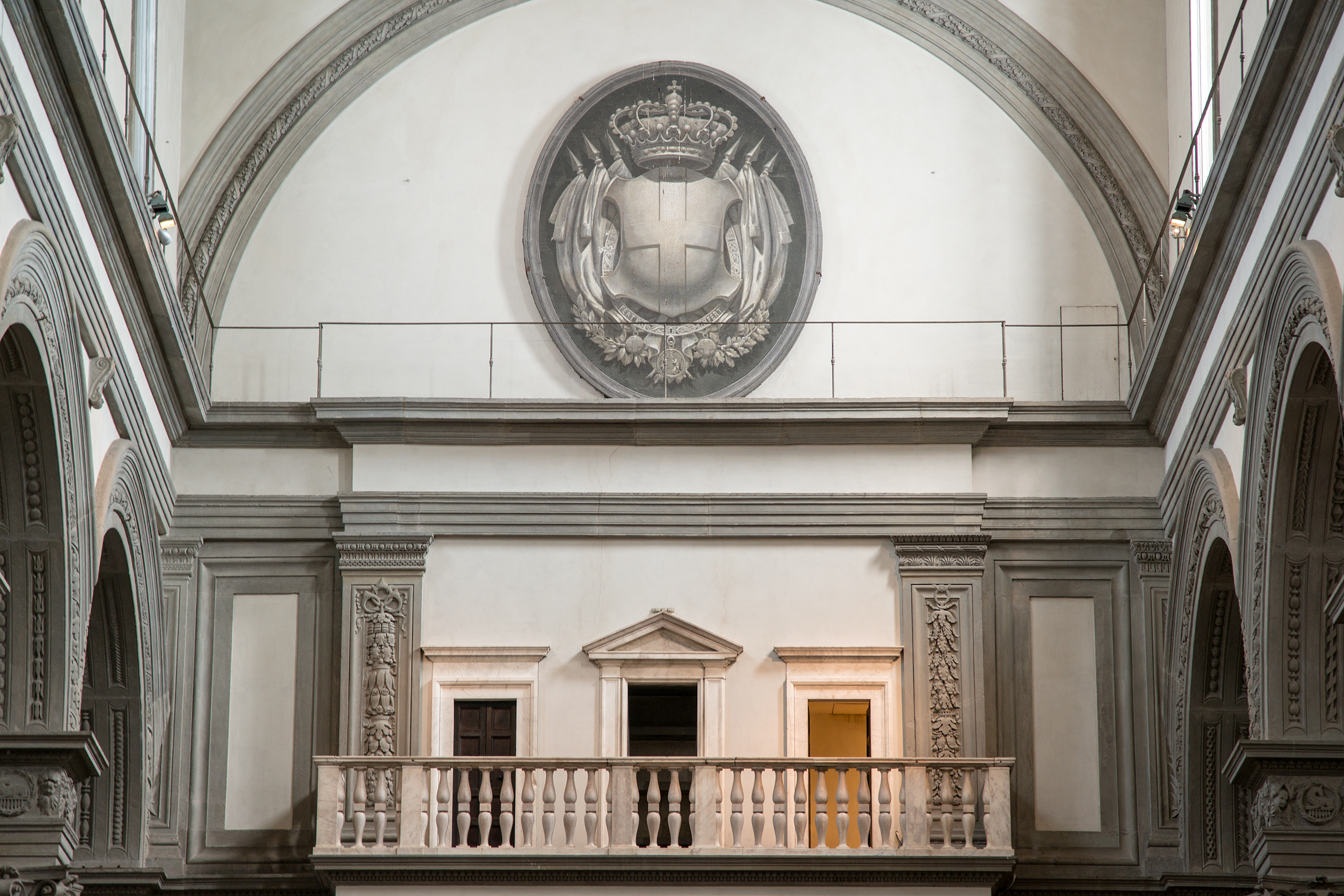
بالکن سنگی در نمای بیرونی کلیسا
گنبد کلیسای سن لورنتزو از نمای داخلی
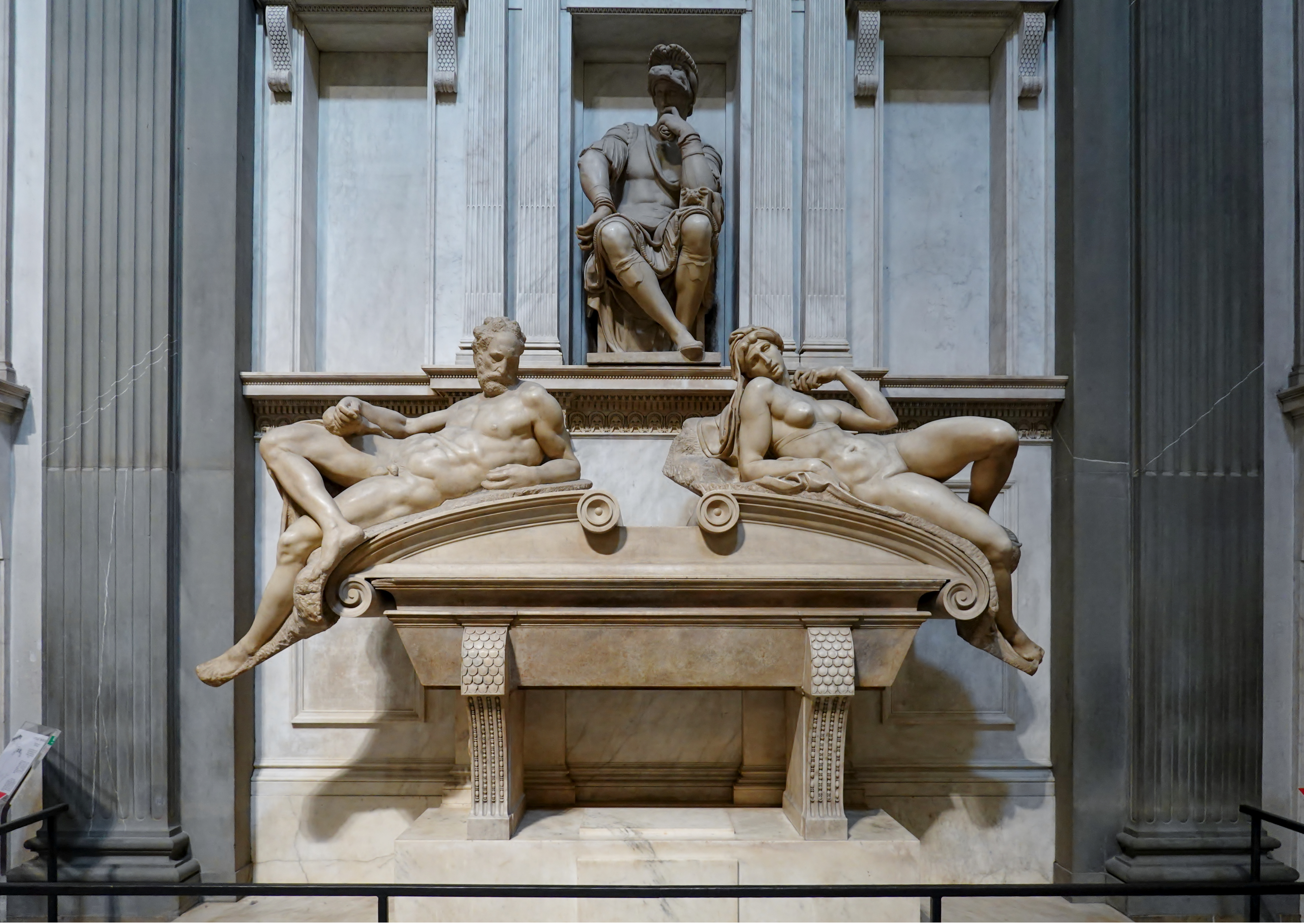
مقبره لورنتزو، دوک اوربینو، در ساکرستی جدید (کلیسای مدیچی)
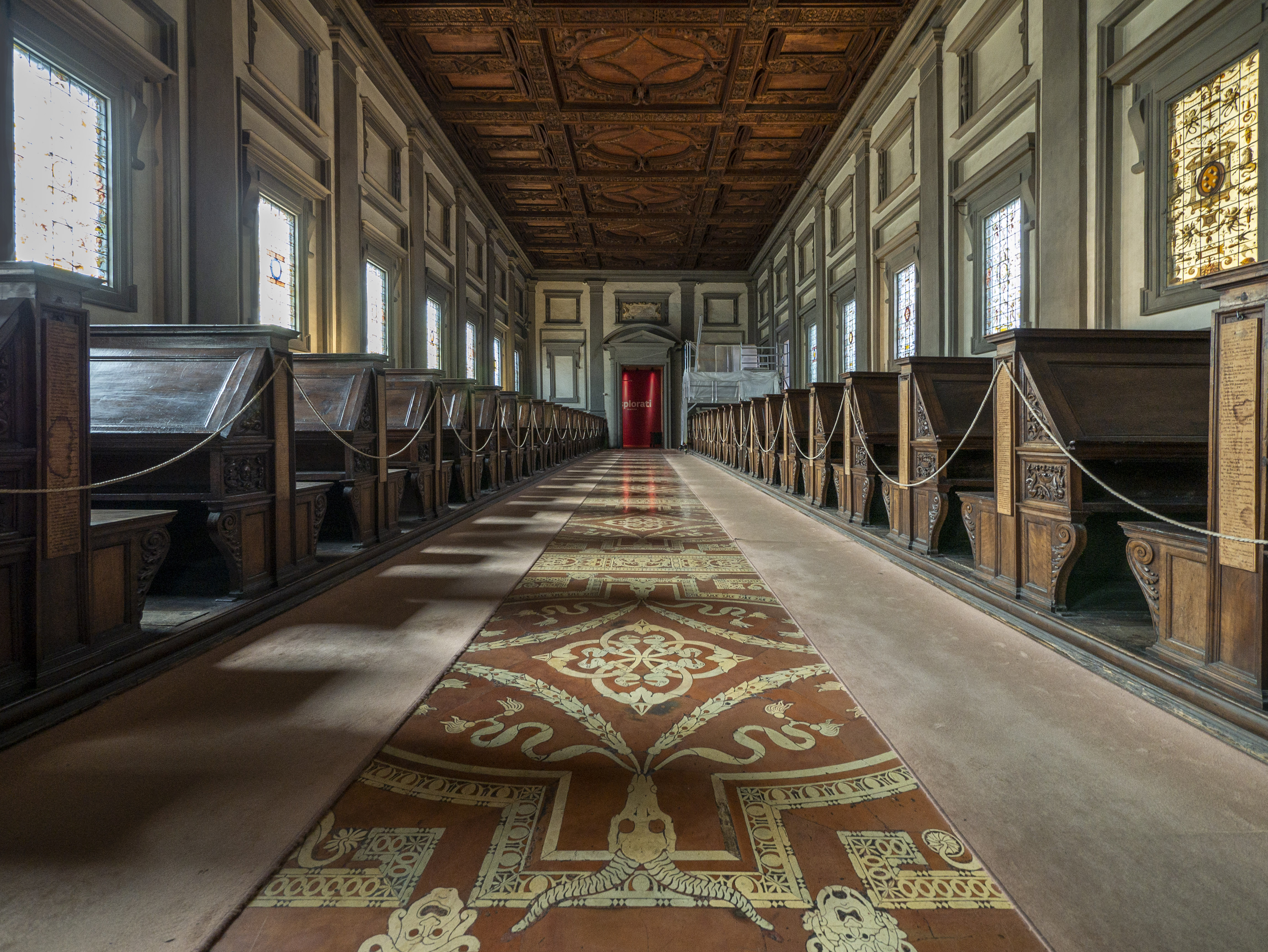
کتابخانه لورنتزیانا از نمای پله‌ورودی
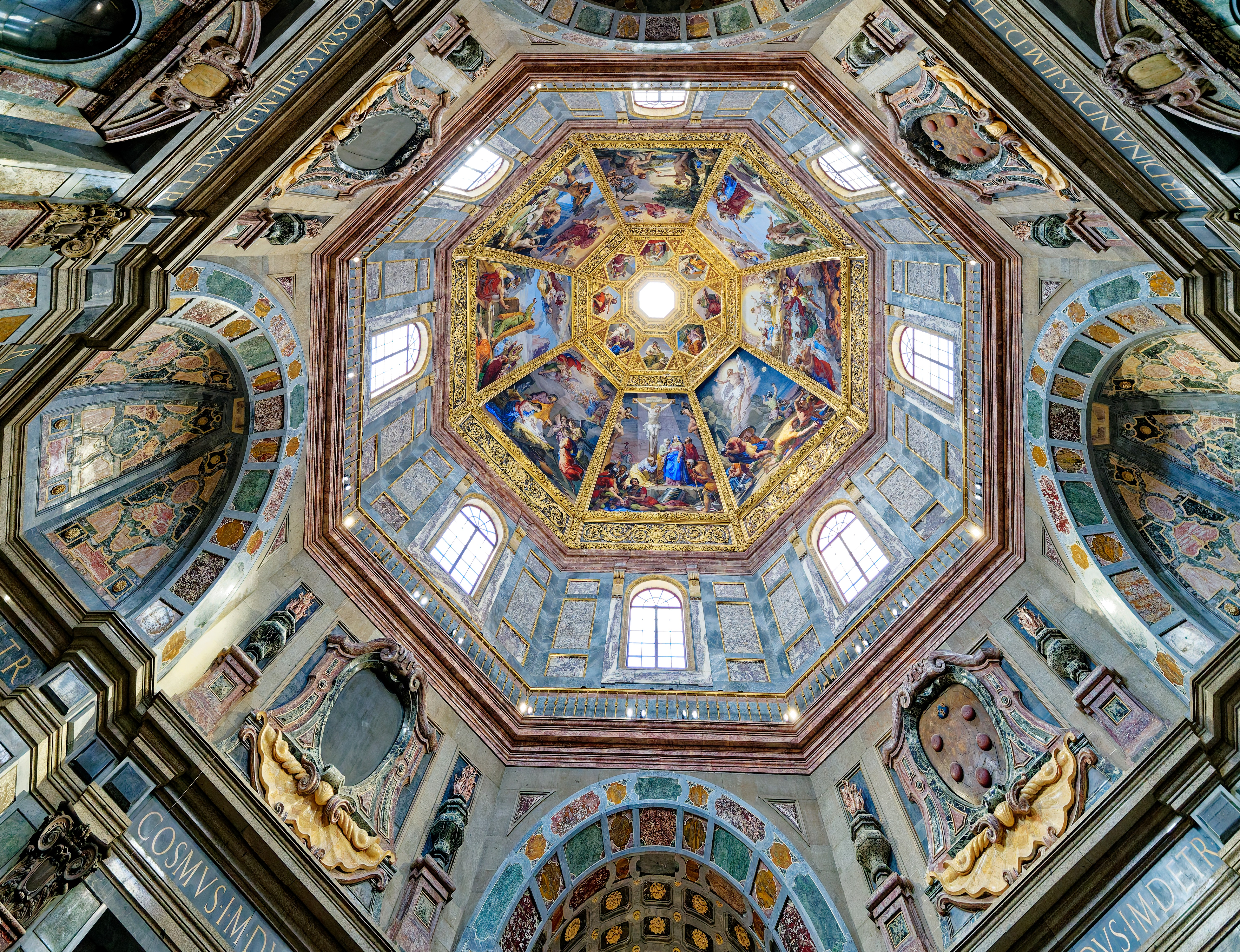
نمایی از آرامگاه مدیچی، توصیف‌شده به‌عنوان «مقبره‌ای شگفت‌انگیز»
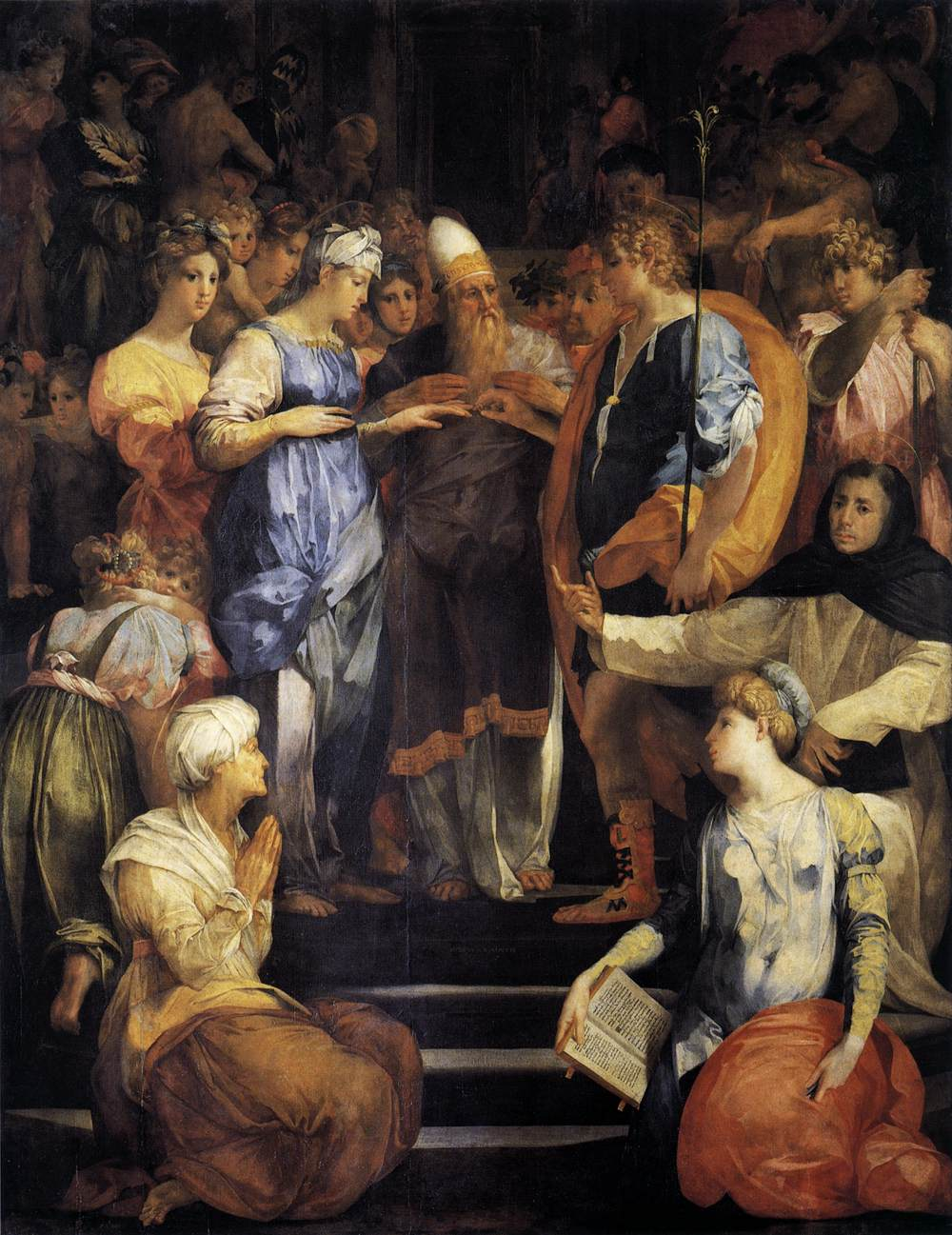
تابلوی ازدواج مریم اثر روسو فیورنتینو
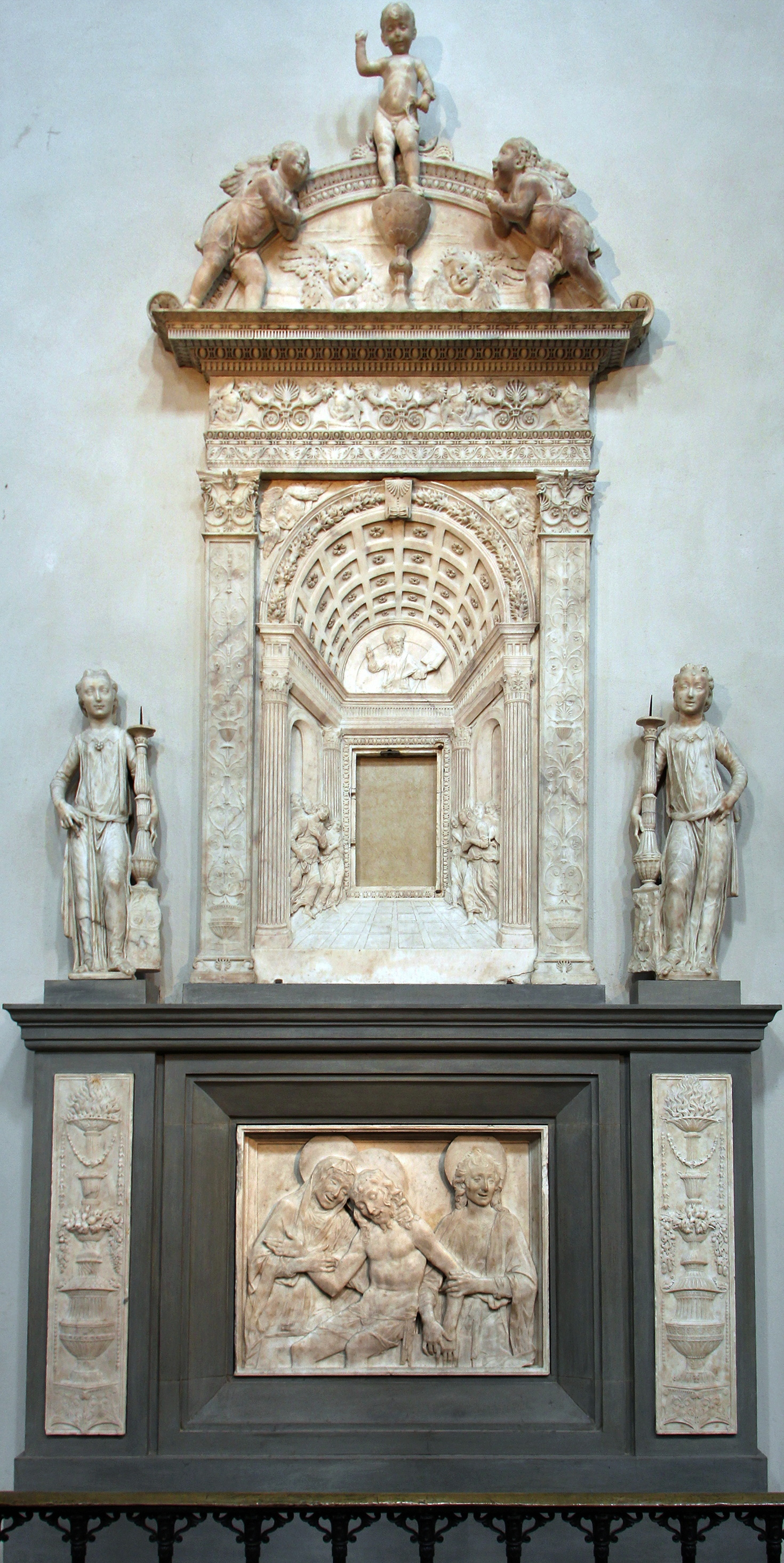
تابناکول مقدس اثر دزیدریو دا ستینیانو، حدود ۱۴۹۰–۱۵۱۰
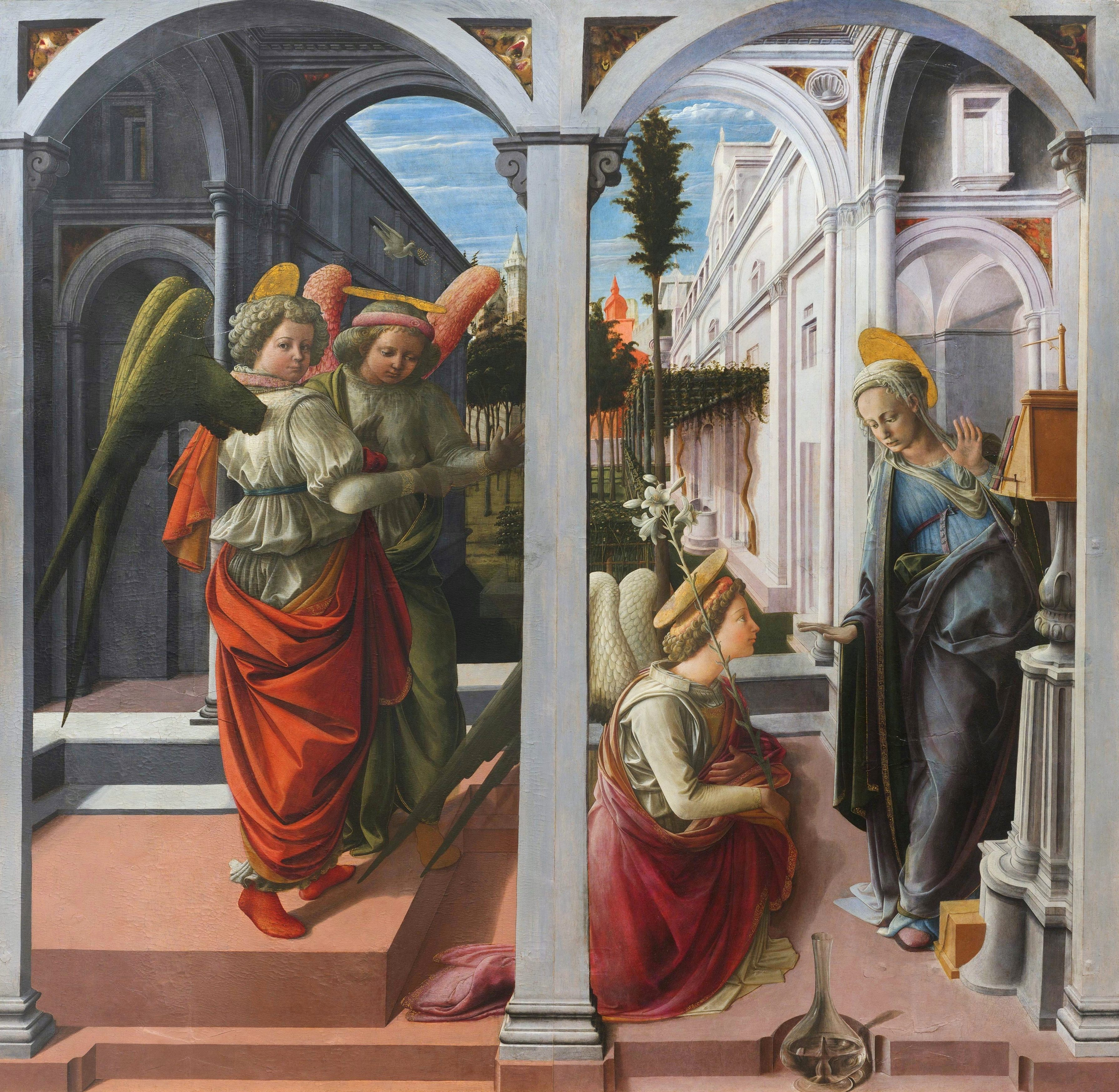
تابلوی مژده‌دهی اثر فیلیپو لیپی
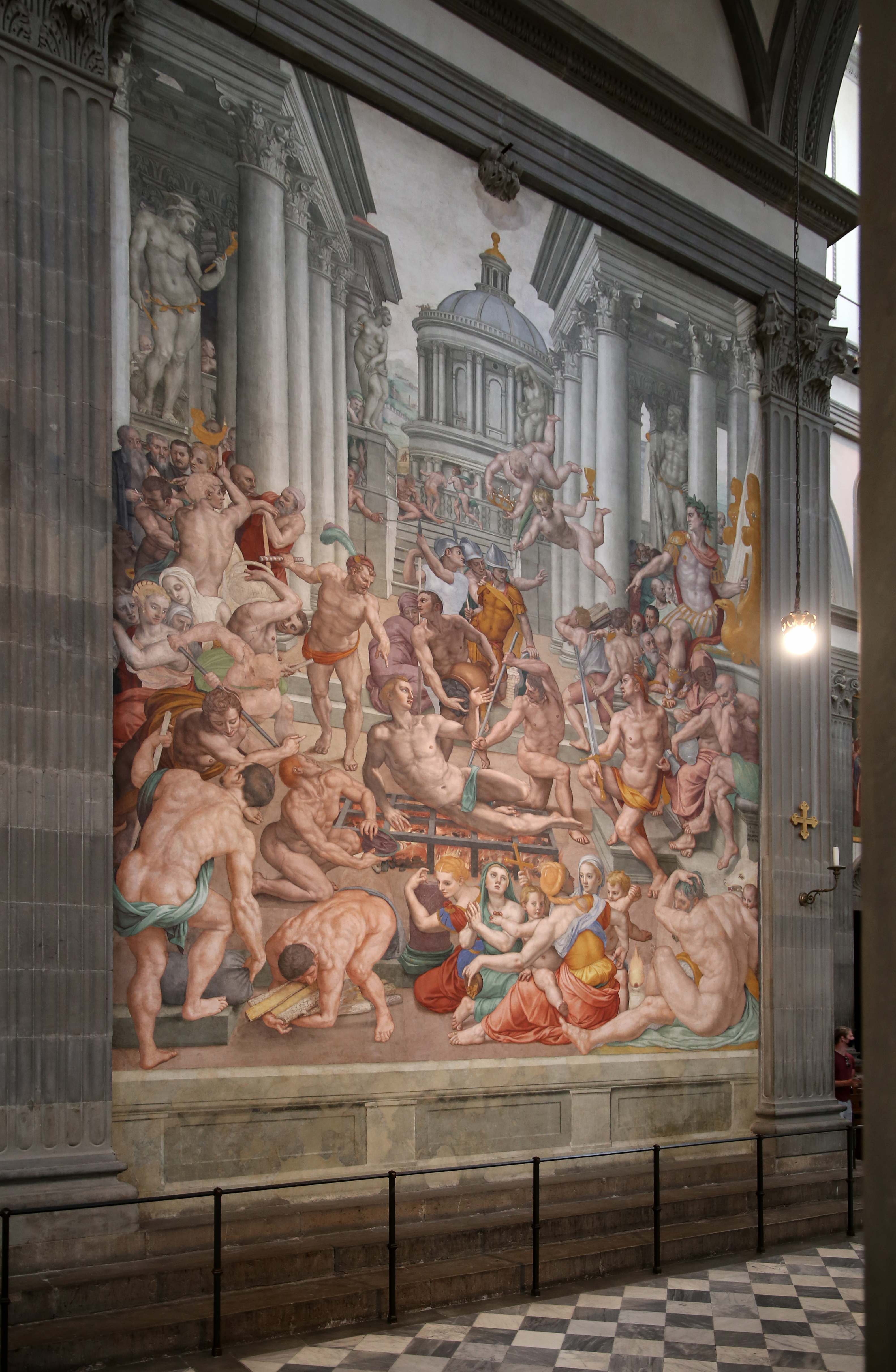
تابلوی مرگ سن لورنتزو اثر آنگولو برونزینو، ۱۵۶۵–۱۵۶۸